# Vasco da Gama (piłka nożna)
Vasco da Gama – południowoafrykański klub piłkarski z siedzibą w mieście Kapsztad, działający w latach 1980–2016, grający niegdyś w południowoafrykańskiej pierwszej lidze.

## Sukcesy
- National First Division[1]:
  - mistrzostwo (1): 2009/2010

## Stadion
Domowe mecze klub rozgrywał na stadionie o nazwie Parrow Park w Kapsztadzie, który mógł pomieścić 3 tys. widzów.

## Reprezentanci kraju grający w klubie
Stan na styczeń 2023.
| - Cole Alexander - Bradley August - Ashraf Hendricks - Rudi Isaacs - Darren Keet - Lebogang Mothibantwa - Thabani Mthembu - Sibusiso Mxoyana - Roscoe Pietersen - Tshepo Rikhotso - Siyabonga Siphika - Mokete Tsotetsi - Excellent Walaza - Jamie Webber - Sibusiso Zuma | - Omaatla Kebatho - Dirang Moloi - Jerome Ramatlhakwane - Denis Masumbuko Kalala - Kanika Mansuela Matondo - Mzwandile Ndzimandze - Bacar Baldé - Joseph Kamwendo - Hartman Toromba - Timothy Batabaire - Krizestom Ntambi - Postnett Omony - Geoffrey Sserunkuma - Lionel Mutizwa |